# Bishop’s Castle

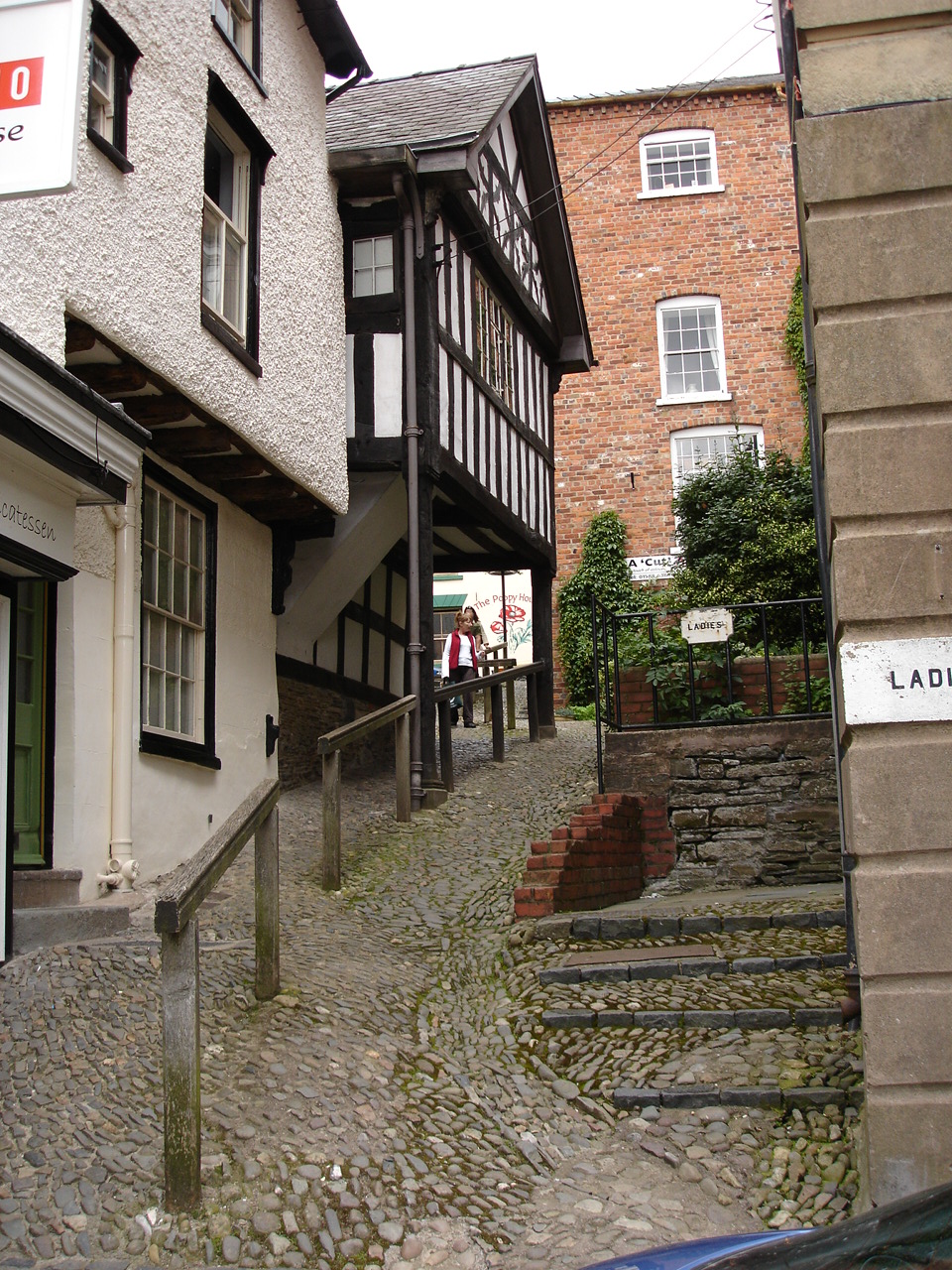
Jedna z ulic miasta

Bishop’s Castle – miejscowość w Wielkiej Brytanii na granicy Anglii i Walii w hrabstwie Shropshire powstałe w średniowieczu. Posiada swoje własne dwa browary, kilka tradycyjnych pubów, kafejek i galerii. Na ulicach miasta corocznie odbywają się festiwale. Znajdują się tam także dwa muzea historyczne. Miasto jest popularne wśród turystów ze względu na rozległe widoki górskie (Shropshire Hills, Long Mynd, Stiperstones) i trasy rowerowe. 

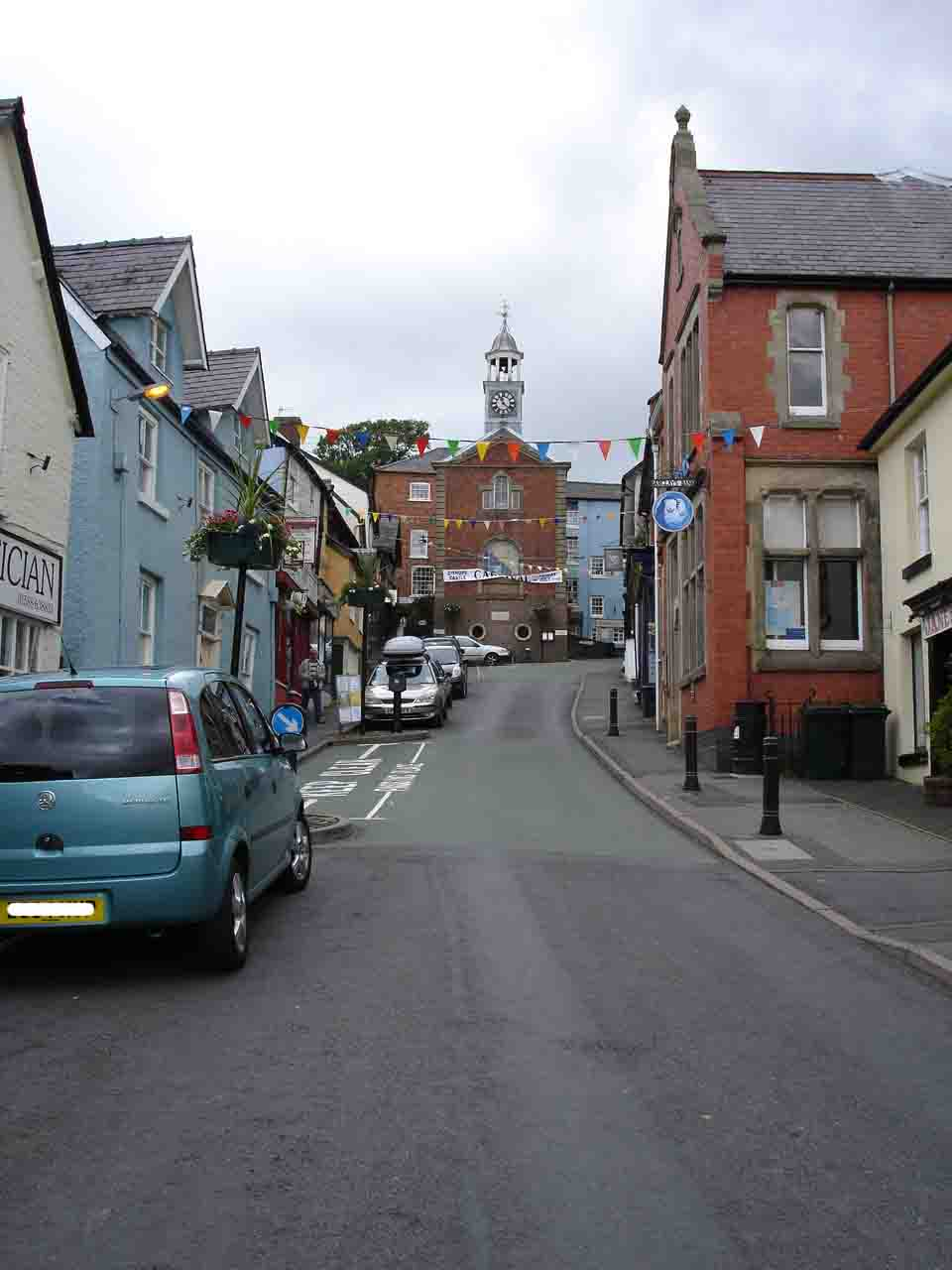
Kościół w Bishop’s Castle

## Muzeum
"The House on Crutches Museum” (informacje o ludziach którzy mieszkali w miasteczku od czasów Normanów) znajduje się w muzeum miasta, którego budynek wybudowano na początku XVII wieku.